# 薩摩大口站
薩摩大口站（日语：〔〕／〔〕 Satsuma-Ōkuchi eki */?）是一個位於鹿兒島縣大口市里（現時為伊佐市大口里）的九州旅客鐵道（JR九州）山野線車站。在1988年（昭和63年）2月1日與山野線一同停用。此站也曾經是日本國有鐵道宮之城線的終點站，在1987年1月10日停運。車站位於大口市中心。

## 停用前車站結構
- 有一個單式月台1面1線，以及一個島式月台1面2線。曾經有多一個單式月台，以供宮之城線使用。
- 直營車站。
- 有一個大型的木造站舍。

### 月台配置
| 月台 | 路線      | 目的地                                   |
| ---- | --------- | ---------------------------------------- |
| 0    | ■宮之城線 | 在1987年，宮之城線停用後便沒有列車使用。 |
| 1    | ■山野線   | 水俁、山野方向                           |
| 2    | ■山野線   | 栗野方向                                 |
| 3    | ■山野線   | 栗野方向                                 |

## 歷史
- 1921年（大正10年）9月11日：山野輕便線（即是山野線）開始營業[1]。
- 1937年（昭和12年）12月12日：宮之城線由薩摩永野站延長至此站[2][3]。
- 1963年（昭和38年）：與山野站及羽月站整頓貨物服務[1]。
- 1964年（昭和39年）：此站成為出水至宮崎之間的準急「Karakuni」的停車站[1]。
- 1987年（昭和62年）1月10日：宮之城線停運[2]。
- 1987年（昭和62年）4月1日：因國鐵分割民營化，本站成為九州旅客鐵道的車站。
- 1988年（昭和63年）2月1日：與山野線一同停用[2]。

## 相鄰車站
九州旅客鐵道
山野線
郡山八幡－薩摩大口－西菱刈
日本國有鐵道
宮之城線
羽月－薩摩大口

## 注腳
1. 1 2 3  《大口市鄉土史 下卷》 p.366 大口市 1978年
2. 1 2 3  《日本鐵道旅行地圖帳 12號 九州沖繩》 p.50 新潮社
3. ↑  「逓信省告示第3984号」『官報』1937年12月10日（國立國會圖書館數碼化收藏）

## 相關項目
- 日本鐵路車站列表